# Brillant (1757)
Pour les autres navires du même nom, voir Brillant (navire de la marine française).
Le Brillant est un vaisseau à deux ponts portant 64 canons, de type East Indiaman, construit par Jacques-Luc Coulomb pour une compagnie des Indes et lancé de Lorient en 1757. Il est acquis par la Marine royale en novembre 1758 et modifié en navire de ligne de deuxième rang. Il est démoli en 1773.
C'était un bâtiment moyennement artillé mis sur cale selon les normes définies dans les années 1730-1740 par les constructeurs français pour obtenir un bon rapport coût/manœuvrabilité/armement afin de pouvoir tenir tête à la marine anglaise qui disposait de beaucoup plus de navires.

## Description
Il porte vingt-six canons de 24 livres sur sa première batterie, vingt-huit canons de 12 sur sa deuxième batterie et dix canons de 6 sur ses gaillards,.

## Histoire
En 1759, le Brillant s’empare de trois navires corsaires, le Marquis de Barail, le Marquis de Durat et Le Basque.
En 1759 toujours, le Brillant, commandé par Louis-Jean de Kerémar, fait partie de l'escadre de 21 vaisseaux du maréchal de France Hubert de Brienne de Conflans concentrée à Brest en vue d'un débarquement en Angleterre. Il participe à la bataille des Cardinaux le 20 novembre 1759. Il est alors dans l’escadre blanche et bleue — l’escadre qui forme l’avant-garde ainsi nommée, est commandée par Joseph de Bauffremont, arborant sa marque sur le Tonnant.
Au lendemain de la défaite française, le Brillant se réfugie avec 6 autres vaisseaux, le Robuste, l’Inflexible, le Glorieux, l’Éveillé, le Dragon et le Sphinx, accompagnés de deux frégates — la Vestale et l’Aigrette — et de deux corvettes — la Calypso et le Prince Noir — dans l’estuaire de la Vilaine. En raison du manque de visibilité, le Glorieux et l’Éveillé s’envasent. Si les dommages de l’Éveillé sont sans conséquences, le Glorieux déplore une voie d’eau ; l’Inflexible, d’autre part, a perdu ses mâts de misaine et de beaupré.
Il faut plus de deux ans et demi d'effort aux deux officiers nommés par le duc d'Aiguillon, Charles-Henri-Louis d'Arsac de Ternay et Charles Jean d'Hector, pour sortir les navires de l’embouchure de la Vilaine. Dans la nuit du 6 au 7 janvier 1761, par une forte brume, puis au milieu d'un violent orage, le Dragon et le Brillant, sous le commandement de Ternay et d'Hector, puis la Vestale, l’Aigrette et la Calypso réussissent à rejoindre Brest ou Rochefort ; la frégate la Vestale est reprise le 9 janvier par le HMS Unicorn,, alors que l’Aigrette remporte son affrontement contre le HMS Seahorse.
En 1761, le Brillant capture le corsaire portant 6 canons, le Curieux. Il est désarmé à Brest en novembre 1770 et démoli en 1773.